# Архипова, Светлана Владимировна
Светлана Владимировна Кошелева (Архипова) (22 июня 1982) — российская футболистка, защитница. Мастер спорта России.

## Биография
Воспитанница воронежского футбола.
На взрослом уровне выступала за клубы высшей лиги России «Дон-Текс» (Шахты),«Волжанка» (Чебоксары), «Рязань-ТНК», «Чертаново» (Москва). В составе рязанского клуба стала бронзовым призёром чемпионата страны 2002 года.
По состоянию на 2008—2009 годы выступала в первом дивизионе за ШВСМ (Воронеж).